# Heartbreaker (Mariah Carey)
Heartbreaker è un brano musicale scritto dalla cantautrice statunitense Mariah Carey insieme al rapper Jay-Z, e registrato per il sesto album in studio della Carey Rainbow del 1999.

## Descrizione
Coprodotto insieme a DJ Clue e Mr. Fingaz, il brano è costruito intorno ad un campionamento di Attack of the Name game di Stacy Lattisaw, scritto da Jeff Cohen, Narada Michael Walden, Shirley Elliston e Lincoln Chase (Attack of the Name Game a sua volta campionava il celebre The Name Game, scritto da Elliston e Chase).

A proposito del testo di "Heartbreaker", Mariah Carey dichiarò: 
Il brano è stato pubblicato come primo singolo estratto da Rainbow nell'agosto 1999, ed ha ottenuto un notevole successo in tutti i paesi in cui è stato commercializzato, raggiungendo anche la vetta della Billboard Hot 100.

## Tracce
CD-Maxi 1
1. Heartbreaker (Album Version) 4:18
2. Heartbreaker (Remix) 4:36
3. Heartbreaker (No Rap Version) 3:21
4. Heartbreaker ("If You Should Ever Be Lonely" Junior's Heartbreaker Club Mix) 10:18

CD-Maxi 2
1. Heartbreaker (Remix fest. Da Brat & Missy Elliott) 4:36
2. Heartbreaker / "If You Should Ever Be Lonely" (Junior's Club Dub) 10:11
3. Heartbreaker / "If You Should Ever Be Lonely" (Junior's Hard Hard Mix) 10:20

12" Maxi
1. Heartbreaker (Album Version) 4:18
2. Heartbreaker (Remix) - Mariah Carey feat. Da Brat & Missy Elliott - 4:36
3. Heartbreaker / "If You Should Ever Be Lonely" (Junior's Club Mix) 10:18
4. Heartbreaker / "If You Should Ever Be Lonely" (Junior's Hard Dub)

## Versioni ufficiali e remix
- Heartbreaker [Album Version ft. Jay-Z] 4:46
- Heartbreaker [Pop Version ft. Jay-Z] 4:18
- Heartbreaker [Remix ft. Missy Elliott & Da Brat] 4:32
- Heartbreaker [No Rap Version] 3:22
- Heartbreaker (If You Should Ever Be Lonely) [Junior's Club Dub] 10:12
- Heartbreaker (If You Should Ever Be Lonely) [Junior's Heartbreaker Club Mix] 10:18
- Heartbreaker (If You Should Ever Be Lonely) [Junior's Hard Mix] 10:19

## Classifiche
| Classifica (1999) | Posizione più alta |
| ----------------- | ------------------ |
| Australia         | 10                 |
| Austria           | 17                 |
| Belgio (Fiandre)  | 27                 |
| Belgio (Vallonia) | 9                  |
| Canada            | 1                  |
| Croazia           | 3                  |
| Danimarca         | 8                  |
| Finlandia         | 14                 |
| Francia           | 4                  |
| Germania          | 9                  |
| Giappone          | 37                 |
| Italia            | 8                  |
| Norvegia          | 14                 |
| Nuova Zelanda     | 1                  |
| Paesi Bassi       | 7                  |
| Regno Unito       | 5                  |
| Spagna            | 2                  |
| Stati Uniti       | 1                  |
| Svizzera          | 7                  |
| Svezia            | 18                 |